# Поповкино (Великоустюгский район)
Поповкино — деревня в Великоустюгском районе Вологодской области.
Входит в состав Самотовинского сельского поселения, с точки зрения административно-территориального деления — в Самотовинский сельсовет. Расположена к западу от автодороги А123.
Расстояние по автодороге до районного центра Великого Устюга — 3 км, до центра муниципального образования Новатора — 6 км. Ближайшие населённые пункты — Онбово, Ишутино, Красное Поле.
По переписи 2002 года население — 45 человек (22 мужчины, 23 женщины). Преобладающая национальность — русские (91 %).